# Fukomys anselli
Fukomys anselli, známý též jako Cryptomys anselli, je druh rypoše popsaného v roce 1999.

## Obecné informace
Tělo mají dlouhé od 9 do 15 cm, ocas je krátký asi 1 až 2 cm. Dosahují hmotností od 77 do 206 g, přičemž samci jsou těžší než samice. K životu v podzemí jsou adaptováni válcovitým tvarem těla, krátkýma a silnýma nohama, malými ušními boltci a krátkými vousky. Oči jsou malé a nefunkční. Vyskytuje se v polopouštích, suchých stepích či savanách s jílovitými nebo písečnými půdami, kde si vyhrabává podzemní nory, které hloubí za pomocí svých nohou i nápadných řezáků. Systém chodbiček jedné skupiny může být až 3 km dlouhý a zabírat plochu 2 až 3 hektary. V chodbičkách o průměru 6 až 7 cm je víceméně konstantní vlhkost okolo 90 %. Kromě chodbiček sestává celý komplex i z hnízdní komory, komor na krmení a několika toalet. Jeden systém nor může svému účelu sloužit i po mnoho let. Živí se kořeny, hlízami, cibulemi, bylinami, travinami, ale i hmyzem. Jedna skupina sestává z 10 až 30 jedinců. Samice po březosti dlouhé 70 až 90 dní (podle jiných zdrojů 90 až 112 dní) rodí 2 až 4 a někdy dokonce 5 mláďat. Samice mohou mít až 2 vrhy ročně. Na rozdíl od většiny dalších hlodavců jsou rypoši poměrně dlouhověcí – dožívají se i více než 10 let.

## Rozšíření
Je endemický pro Zambii. Konkrétně se vyskytuje od východu až k severu řeky Kafue, v okruhu asi 100 km kolem města Lusaka.